# ОШ „Димитрије Давидовић” Смедерево
Основна школа „Димитрије Давидовић“ у Смедереву се налази у улици Анте Протића 3.

## Историја
Школа је основана 1806. године, налази се у центру Смедереву и она је најстарија основна школа у граду. Добила је назив по Димитрију Давидовићу. У центру града постоји и улица која носи његово име, још од 1888. године - близу места где му је била и кућа. У близини школе је донедавно постојала и штампарија „Димитрије Давидовић“. Испред школске зграде и зграде Центра за културу данас се налази спомен-биста Димитрију Давидовићу (види слике).
Школа је крајем 2004. године обогаћена новим учионичким простором и фискултурном халом тако да су се, након вишедеценијског рада у три смене, коначно стекли услови за нормално одвијање наставног процеса.

## Галерија

### Спомен-бистa
- Спомен-биста Димитрија Давидовића у Смедереву
- Спомен-биста Димитрија Давидовића у Смедереву
- Спомен-биста Димитрија Давидовића у Смедереву
- Спомен-биста Димитрија Давидовића у Смедереву